# 阿纳斯塔齐娅·库希
阿纳斯塔齐娅·库希（波蘭語：Anastazja Kuś，2007年5月11日—），波兰女子田径运动员，2024年欧洲U18田径锦标赛女子400米金牌得主和混合接力银牌得主、2025年世界室内田径锦标赛女子4×400米接力银牌得主。